# Đại học Greenwich
Đại học Greenwich là một trường đại học công lập tại Luân Đôn và Kent, Vương quốc Liên hiệp Anh và Bắc Ireland, được thành lập vào năm 1890. Trường có hơn 250.000 sinh viên và cựu sinh viên.
Hiện nay, Đại học Greenwich có 3 khu học xá tại London và Kent, tất cả đều được trang bị đầy đủ cơ sở vật chất hiện đại phục vụ học tập và nghiên cứu. Trong đó, khu học xá lớn nhất tại Greenwich, London nằm trong lòng di sản thế giới được UNESCO công nhận.
Trường được mệnh danh là ngôi trường quốc tế nhất với nhiều sinh viên quốc tế đang theo học. Bên cạnh đó, trường đào tạo đại học tại hơn 30 quốc gia qua các đối tác trong đó có Greenwich Việt Nam, trực thuộc Tập đoàn FPT.

## Lịch sử
Đại học Greenwich là một trường đại học công lập nằm ở London và Kent, Vương quốc Anh. Tên cũ của trường gồm Đại học Bách khoa Woolwich và Bách khoa Thames .
Trường Đại học Greenwich có từ năm 1891, tiền thân là Đại học Bách khoa Woolwich, ltrường bách khoa lâu đời thứ hai ở Vương quốc Anh, được thành lập tại Woolwich. Trường được thành lập bởi Frank Didden, được hỗ trợ và tuân theo các nguyên tắc của Quintin Hogg, và mở cửa cho sinh viên vào tháng 10 năm 1891. Giống như các ngôi trường trước đó của Hogg ở Phố Regent, London, ban đầu trường kết hợp giáo dục với các chức năng xã hội và tôn giáo.
Sau nhiều năm, trường tiếp tục sáp nhập các trường cao đẳng, đại học lân cận như: Cao đẳng Nghệ thuật và Xây dựng Hammersmith (1970), Cao đẳng Dartford (1976), Cao đẳng Giáo dục Avery Hill (1985), Cao đẳng Garnett (1987) và các bộ phận của Cao đẳng Goldsmiths và Cao đẳng Thành phố London (1988) và Trường Cao đẳng Nghiên cứu Chăm sóc Sức khỏe Thames (1993). Đại học Greenwich có tên chính thức như hiện nay kể từ năm 1992.

## Các cơ sở của trường

### Cơ sở Greenwich
Cơ sở chính của Greenwich nằm trong khuôn viên của Trường Cao đẳng Hải quân Hoàng gia Cũ, từ năm 1990, mua lại của Hải quân Hoàng gia.
Khuôn viên chính là nơi có Trường Kinh doanh Greenwich và Khoa Khoa học và Nghệ thuật Tự do. Viện Hàng hải Greenwich cũng nằm tại đây. Đây là một viện nghiên cứu và giảng dạy về quản lý hàng hải, chính sách và lịch sử. Nơi đây cũng có công trình nghệ thuật trứ danh "The Painted Hall", được vẽ vào thế kỷ 18 bởi Sir James Thornhill, có diện tích hơn 40.000 feet gồm 200 bức tranh về các vị vua, nữ hoàng và các sinh vật thần thoại.

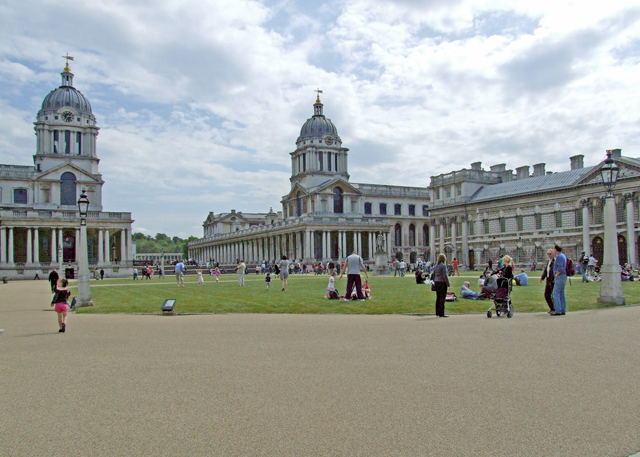
Greenwich Campus

Cơ sở Greenwich có một thư viện lớn tại phố Stockwell Street. Nơi đây có bộ sưu tập sách và tạp chí phong phú, phòng thí nghiệm ngôn ngữ và một cơ sở máy tính 300-PC bên cạnh phòng thí nghiệm tại trung tâm Dreadnought, một studio truyền hình và các dãy phòng chỉnh sửa. Phòng trưng bày Stephen Lawrence nằm tại tòa nhà Stockwell Street cũng là nơi trưng bày tác phẩm của các nghệ sĩ đương đại và được liên kết với Trường Thiết kế Greenwich.

### Cơ sở Avery Hill

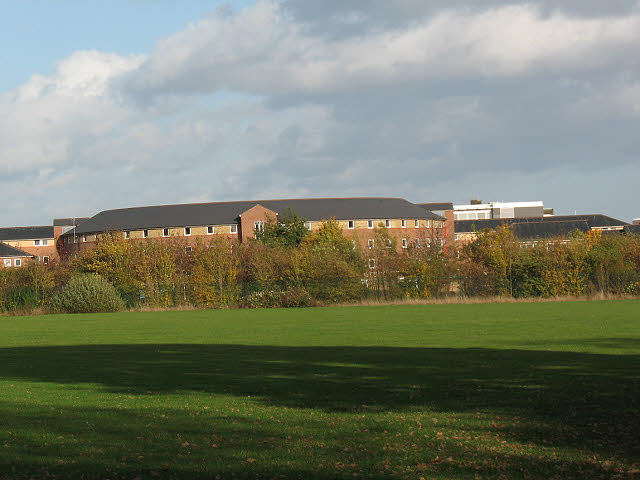
Avery Hill Campus

Cơ sở Avery Hill có 2 địa điểm: Mansion và Southwood. Cả hai đều tọa lạc tại Công viên Avery Hill rộng 86 mẫu Anh ở Khu Hoàng gia Greenwich, phía đông nam London.

### Cơ sở Medway
Cơ sở Medway tọa lạc trên một căn cứ cũ của Hải quân Hoàng gia Anh (được gọi là HMS Pembroke ) được thành lập vào năm 1903 tại Chatham Maritime, Kent.

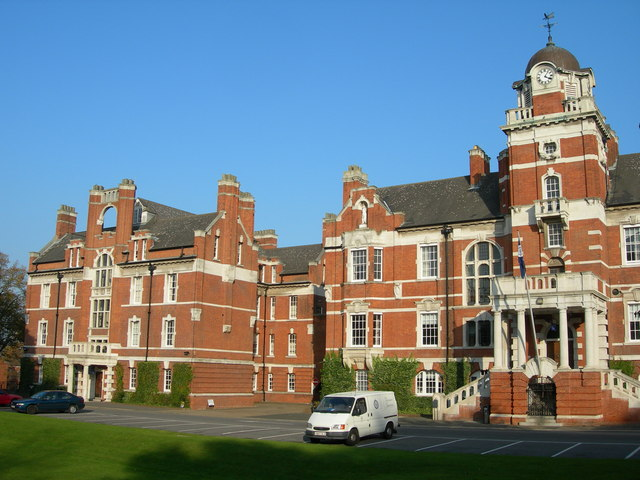
Medway Campus

## Cơ cấu tổ chức

### Greenwich có bốn khoa:[6]
- Khoa Khoa học và Nghệ thuật Tự do
- Trường kinh doanh
- Khoa Giáo dục và Sức khỏe
- Khoa Kỹ thuật và Khoa học

## Đời sống sinh viên
Được Tạp chí Times Higher Education mệnh danh là "ngôi trường quốc tế nhất" thế giới, Đại học Greenwich là trường đại học tại Vương quốc Anh có có nhiều sinh viên đang theo học hệ cử nhân tại các chương trình liên kết quốc tế nhất.

### Hội sinh viên

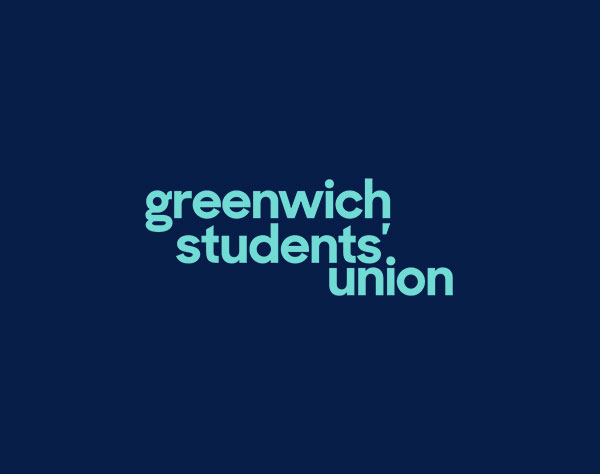
Logo Hội sinh viên Đại học Greenwich

Hiện nay, trường đang có hơn 38.000 sinh viên quốc tế đến từ hơn 160 nước đang theo học tại các cơ sở của trường cũng như các đơn vị đối tác trên thế giới. Tham gia vào mạng lưới của Greenwich, sinh viên sẽ có cơ hội giao lưu với bạn bè từ khắp nơi trên thế giới.

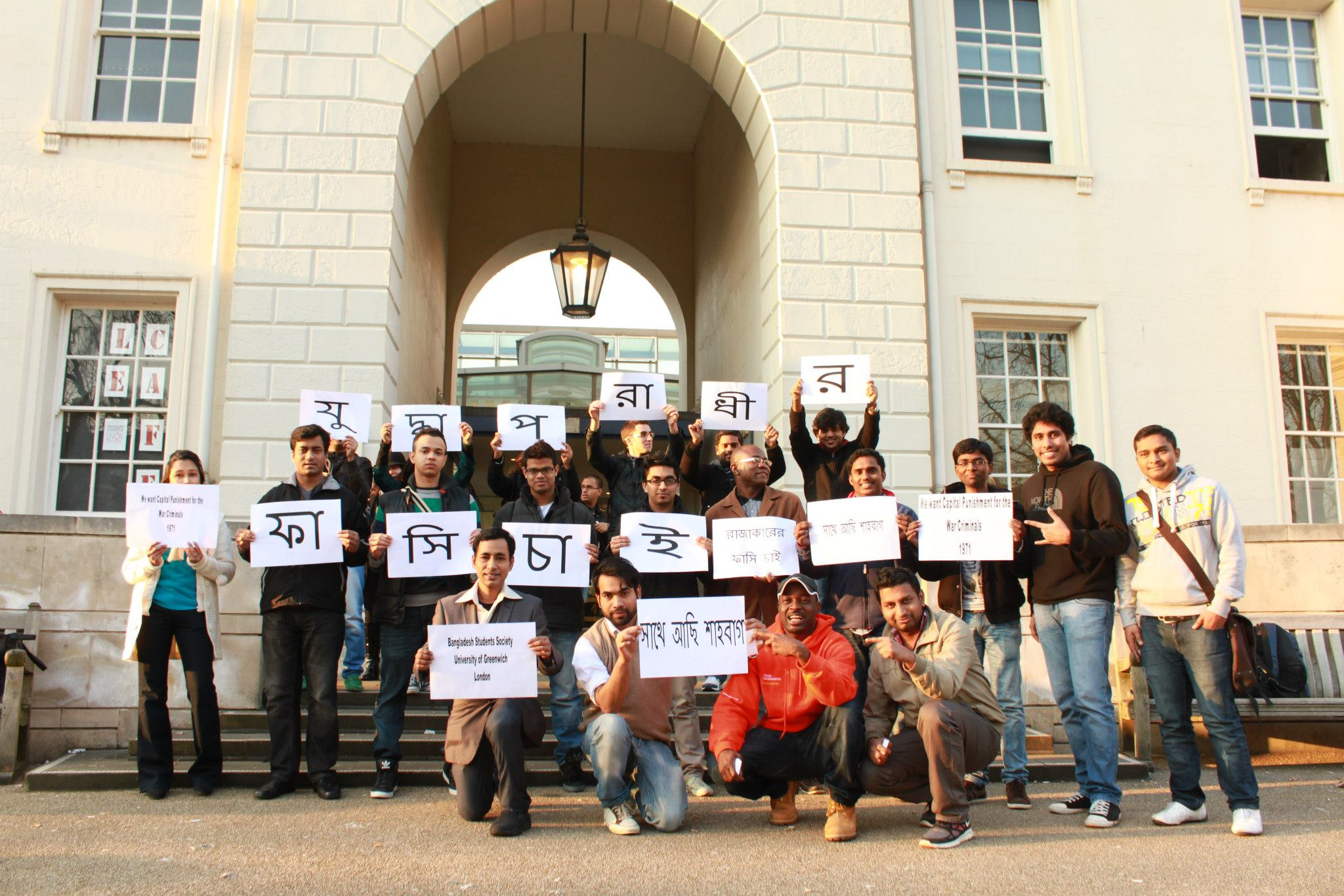
Hội sinh viên Bangladesh

## Nghiên cứu

### Một vài nghiên cứu tiêu biểu

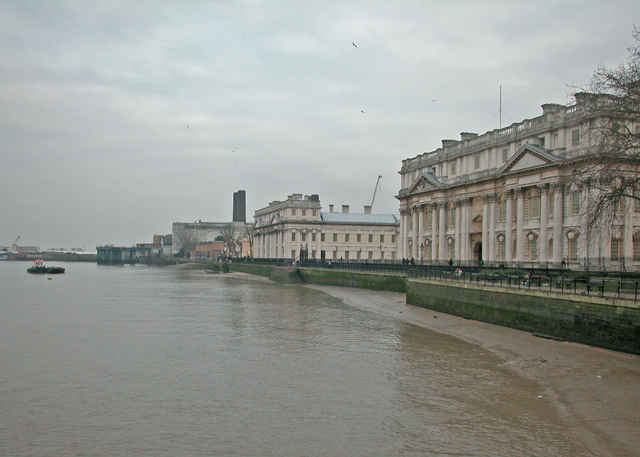
Đại học Greenwich bên bờ Sông Thame

- Đại học Greenwich bên bờ Sông Thame Viện Tài nguyên Thiên nhiên của trường đại học đã phát triển một con bò nhân tạo thu hút và tiêu diệt ruồi răng cưa. Điều này đã được một cuộc khảo sát của các trường Đại học Vương quốc Anh vào năm 2009 công nhận là một trong mười khám phá quan trọng nhất được thực hiện ở một trường đại học ở Vương quốc Anh trong hơn 60 năm qua.
- Nhóm Kỹ thuật An toàn Phòng cháy, một phần của Trường Khoa học Máy tính & Toán học, là công ty hàng đầu thế giới về kỹ thuật chữa cháy tính toán, bao gồm chuyên môn về máy bay, tòa nhà, tàu và đường sắt và mô hình hỏa hoạn. Nó đã phát triển airEXODUS, một mô hình sơ tán hàng đầu trong ngành hàng không.

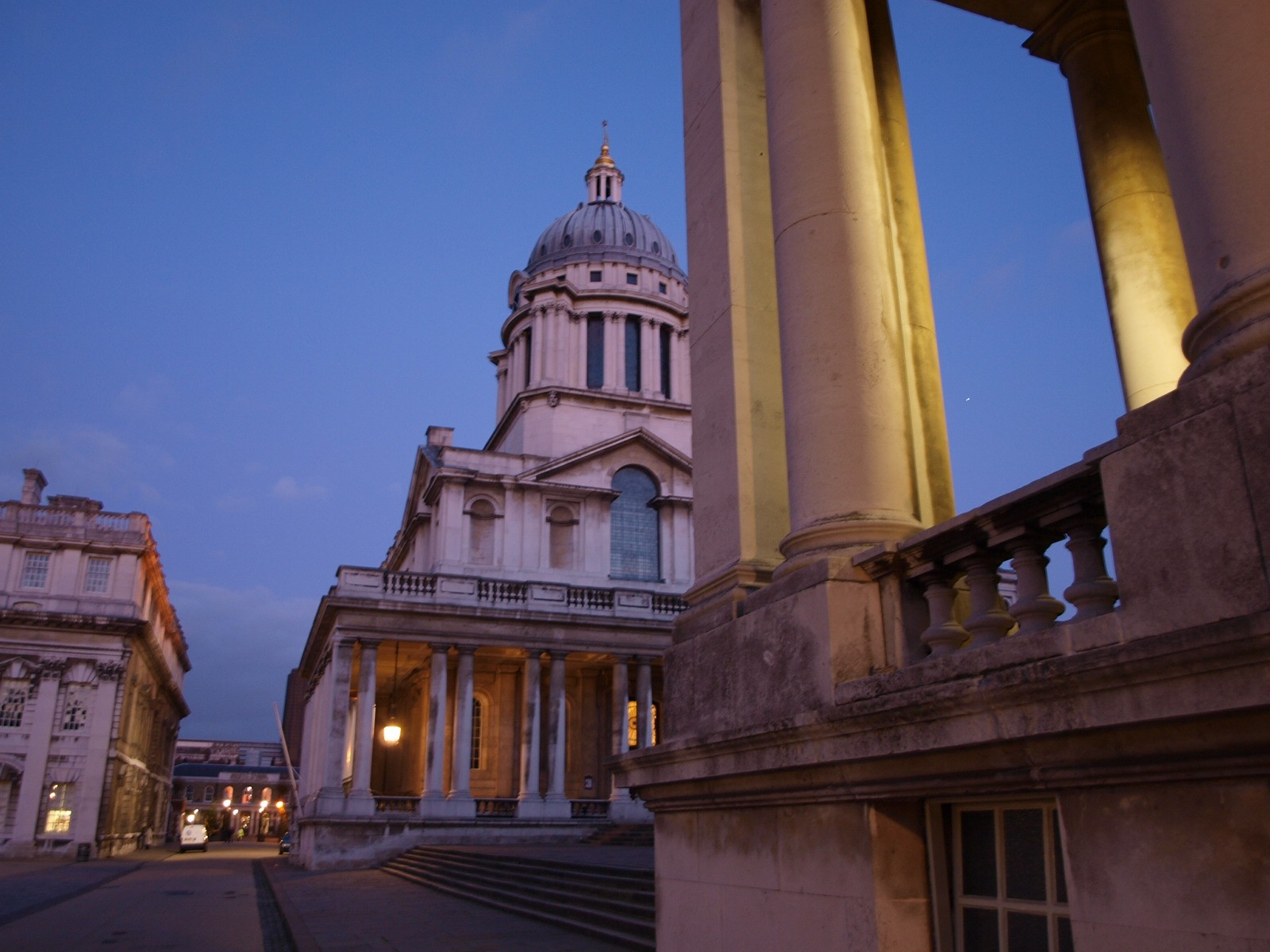
Queen Mary Court

- Một nhóm nghiên cứu của Đại học Greenwich đã giúp khôi phục lại Cutty Sark sau khi nó bị hư hại nặng do hỏa hoạn.
- Các nhà nghiên cứu làm việc trong 19 dự án phát triển bền vững và nông nghiệp ở Ấn Độ đã giúp trường đại học này giành được Giải thưởng Giáo dục Đại học Times năm 2010 cho Chiến lược Quốc tế Xuất sắc.
- Hai nhà khoa học của Đại học Greenwich đã phát triển một công nghệ biến đất bị ô nhiễm và chất thải công nghiệp thành những viên sỏi vô hại, đồng thời thu giữ một lượng lớn carbon dioxide.James Holland (họa sĩ) trang trí dãy cột của Tòa nhà Quên Mảy House tại Học viện Hải quân Hoàng gia trước 1870

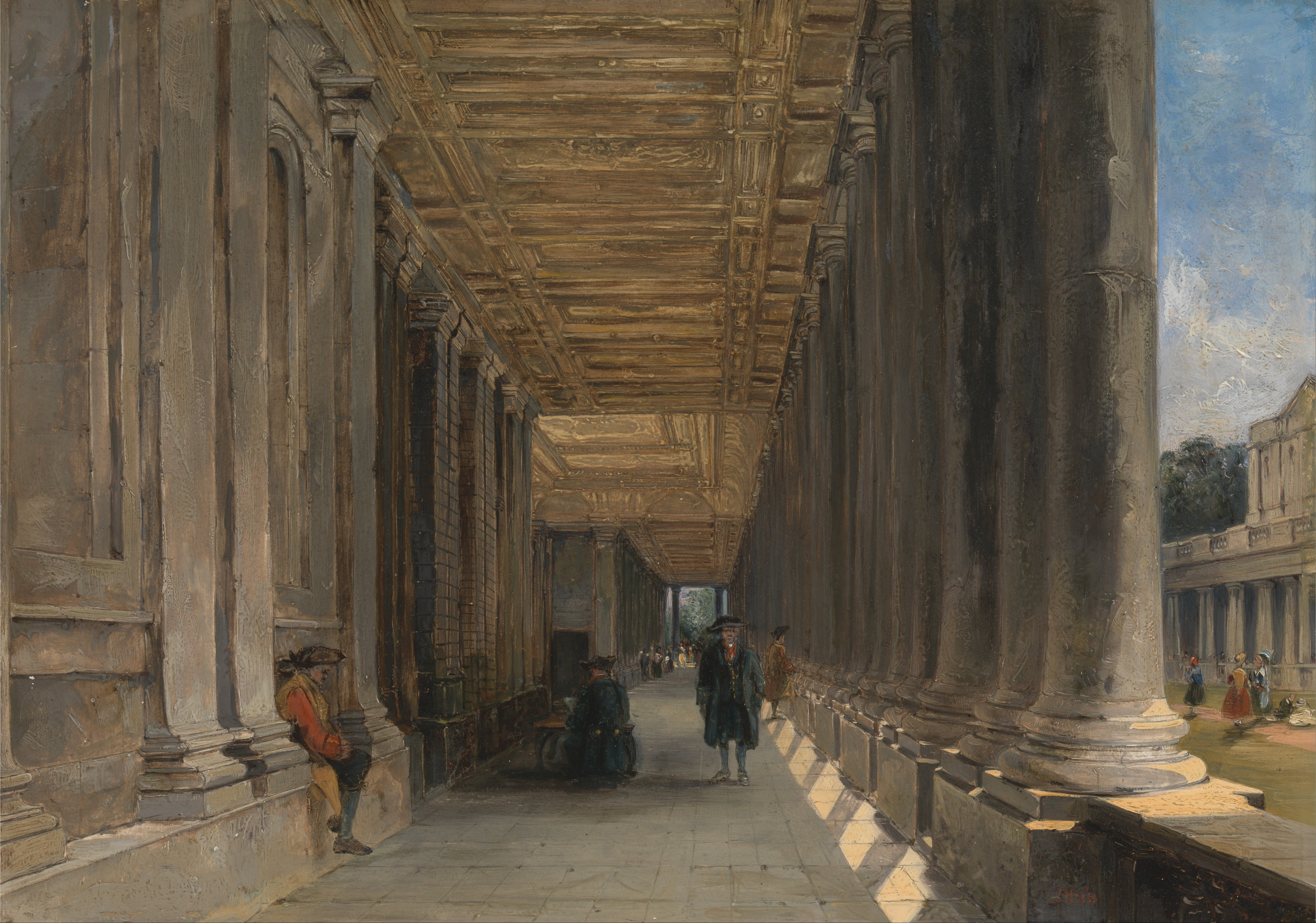
James Holland (họa sĩ) trang trí dãy cột của Tòa nhà Quên Mảy House tại Học viện Hải quân Hoàng gia trước 1870

- Viện Hàng hải Greenwich có những đóng góp được quốc tế công nhận trong nghiên cứu về lịch sử và kinh tế hàng hải, chẳng hạn như việc thăm dò sự quản lý của sông Thames từ những năm 1960 và những ảnh hưởng của điều này đối với sự phát triển kinh tế của các cộng đồng lân cận.

## Thứ hạng
- Top 501 - 600 trường đại học tốt nhất thế giới năm 2023 theo THE World University Rankings
- Top 601 - 700 trường đại học tốt nhất thế giới năm 2022 theo ARWU
- Top 751 - 800 trường đại học tốt nhất thế giới năm 2022 theo QS World University Rankings
- Top 101 - 200 trường đại học có tầm ảnh hưởng nhất thế giới theo THE Impact Rankings
- Top 3 trường đại học tốt nhất tại Anh Quốc do sinh viên bình chọn tại bảng xếp hạng StudentCrowd năm 2022
- Top 1 về cơ hội việc làm của sinh viên sau tốt nghiệp trong số các trường đại học tại London, theo bảng xếp hạng Good University Guide 2022 của Times and Sunday Times
- Top 83 trường đại học tốt nhất Anh Quốc theo Bảng xếp hạng các trường đại học tốt nhất tại Anh của Complete Univesrity Guide năm 2023.
- Top 7 về đa dạng văn hóa và thu hút sinh viên quốc tế trong số các trường đại học tại Anh, Mỹ, Úc và New Zealand theo Hotcourses Diversity Index 2022

## Giải thưởng
Trung tâm xếp hạng trường Đại học Thế giới (CWUR) xếp hạng Đại học Greenwich thuộc Top 7% trường tốt nhất trong số 20.000 cơ sở giáo dục đại học trên toàn cầu.
Trường còn vinh dự được trao tặng 4 Giải thưởng của Nữ hoàng Anh cho những thành tích xuất sắc trong công tác đào tạo đại học và sau đại học; 9 Giải thưởng Times Higher Education Awards (THE Awards) ở các hạng mục: Giảng viên sáng tạo nhất; Nghiên cứu Kỹ thuật Xuất sắc; Chiến lược Quốc tế Xuất sắc; Đóng góp Nổi bật cho Cải tiến và Công nghệ và Phát triển Bền vững.
Bên cạnh đó, Đại học Greenwich xếp hạng Bạc của Khung đánh giá chất lượng giảng dạy xuất sắc (TEF) nhờ sở hữu chương trình đào tạo, các nguồn học liệu, tư liệu giảng dạy chất lượng cao và khả năng cung cấp cho sinh viên chương trình học đáp ứng được từng nhu cầu cá nhân. Đây cũng là ngôi trường có tỷ lệ sinh viên hài lòng cao nhất trong số những trường ở London (theo The Sunday Times).

## Hợp tác với Charlton Athletic
Đại học Greenwich bắt đầu hợp tác với Charlton Athletic FC  từ năm 2018.

Charlton Athletic FC

## Cựu sinh viên nổi tiếng
Các cựu sinh viên nổi bật của trường đại học và các tổ chức tiền nhiệm của nó bao gồm Charles Kao, người đoạt giải Nobel Vật lý năm 2009 cho công trình truyền ánh sáng trong sợi quang và Abiy Ahmed, người đã giành giải Nobel Hòa bình năm 2019. Vào tháng 6 năm 2021, đại diện từ nhiều quốc gia đã kêu gọi việc trao giải Nobel Hòa bình cho Abiy được xem xét lại vì những tội ác chiến tranh đã gây ra ở Tigray. Hai bộ trưởng của chính phủ Anh, Richard Marsh và Gareth Thomas, cũng là những sinh viên tốt nghiệp. Dưới đây là một danh sách mở 
rộng hơn.

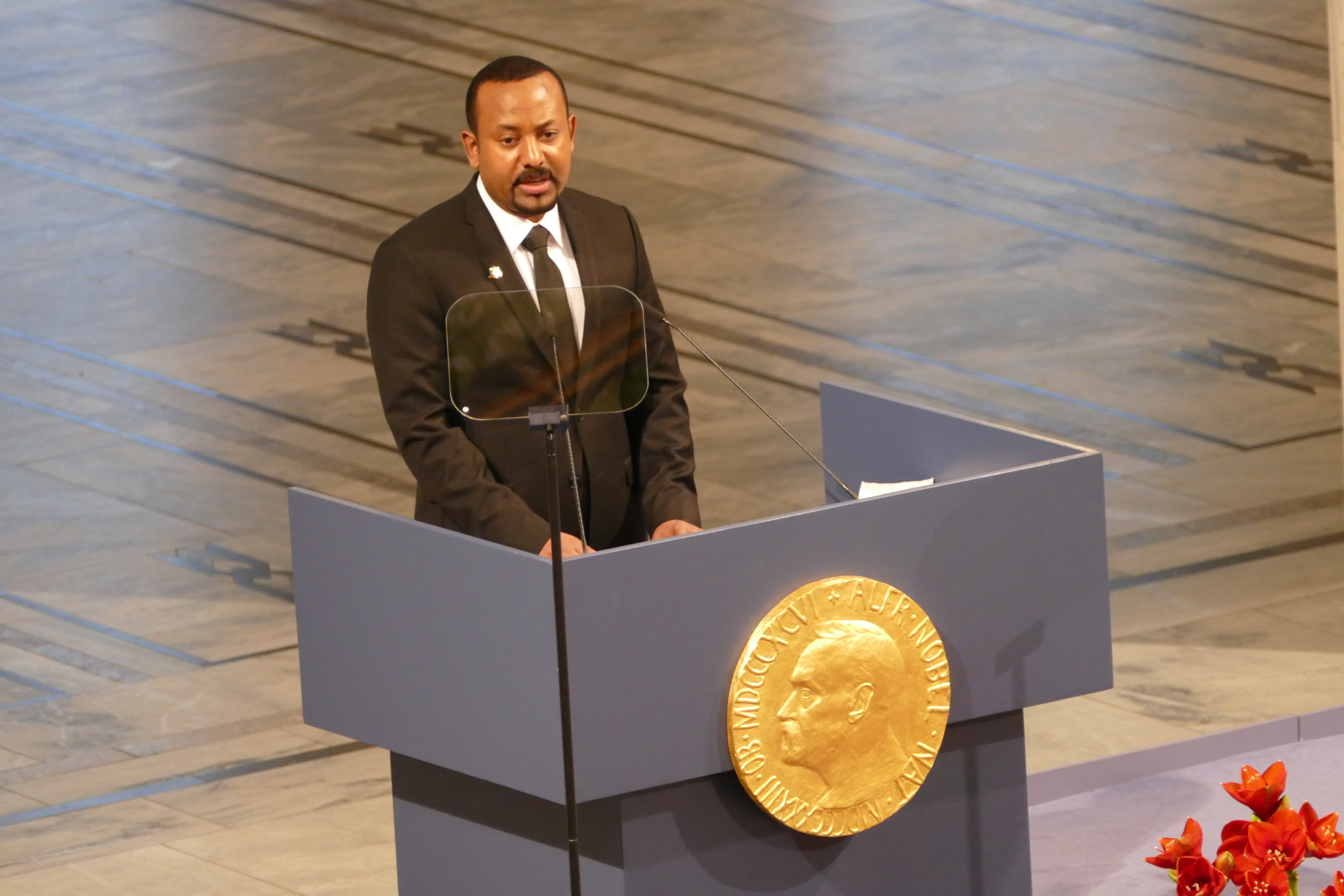
Abiy Ahmed là thủ tướng Ethiopia và người đạt Giải Nobel hòa bình

- Abiy Ahmed, Thủ tướng Ethiopia và người đoạt giải Nobel Hòa bình
- Jamie 'JME' Adenuga, MC
- Bola Agbaje, nhà viết kịch
- Helen Bailey, nhà văn [10]
- Natasha Bedingfield, ca sĩ nhạc pop (chưa tốt nghiệp) [11]
- John Behr, nhà thần học [12]
- Malorie Blackman, tác giả thiếu nhi [11]
- Demitu Hambisa Bonsa, Bộ trưởng chính phủ Ethiopia
- John Boyega, nam diễn viên, nổi tiếng với Star Wars: The Force Awakens
- Sheila Bromberg, nhạc sĩNgài Charles Kao là một trong những cựu sinh viên tiếng tăm của UoG
- Liam Brown, tác giả

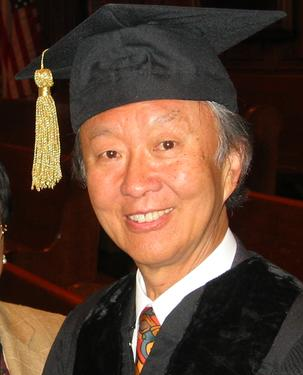
Ngài Charles Kao là một trong những cựu sinh viên tiếng tăm của UoG

- Campbell Christie, chủ tịch Falkirk FC [11]
- Terry Christian, người dẫn chương trình phát thanh và truyền hình [13]
- Mark Daly, thượng nghị sĩ Ireland
- Siobhan Dowd, nhà văn ( A Swift Pure Cry ) [14]
- Sarah Eberle, nhà thiết kế sân vườn
- Jenni Fagan, tác giả
- Leo Fortune-West, cầu thủ bóng đá chuyên nghiệp [15]
- Sarah Gillespie, ca sĩ kiêm nhạc sĩ [11]
- Pippa Guard, nữ diễn viên [11]
- Gareth Hale, diễn viên hài [11]

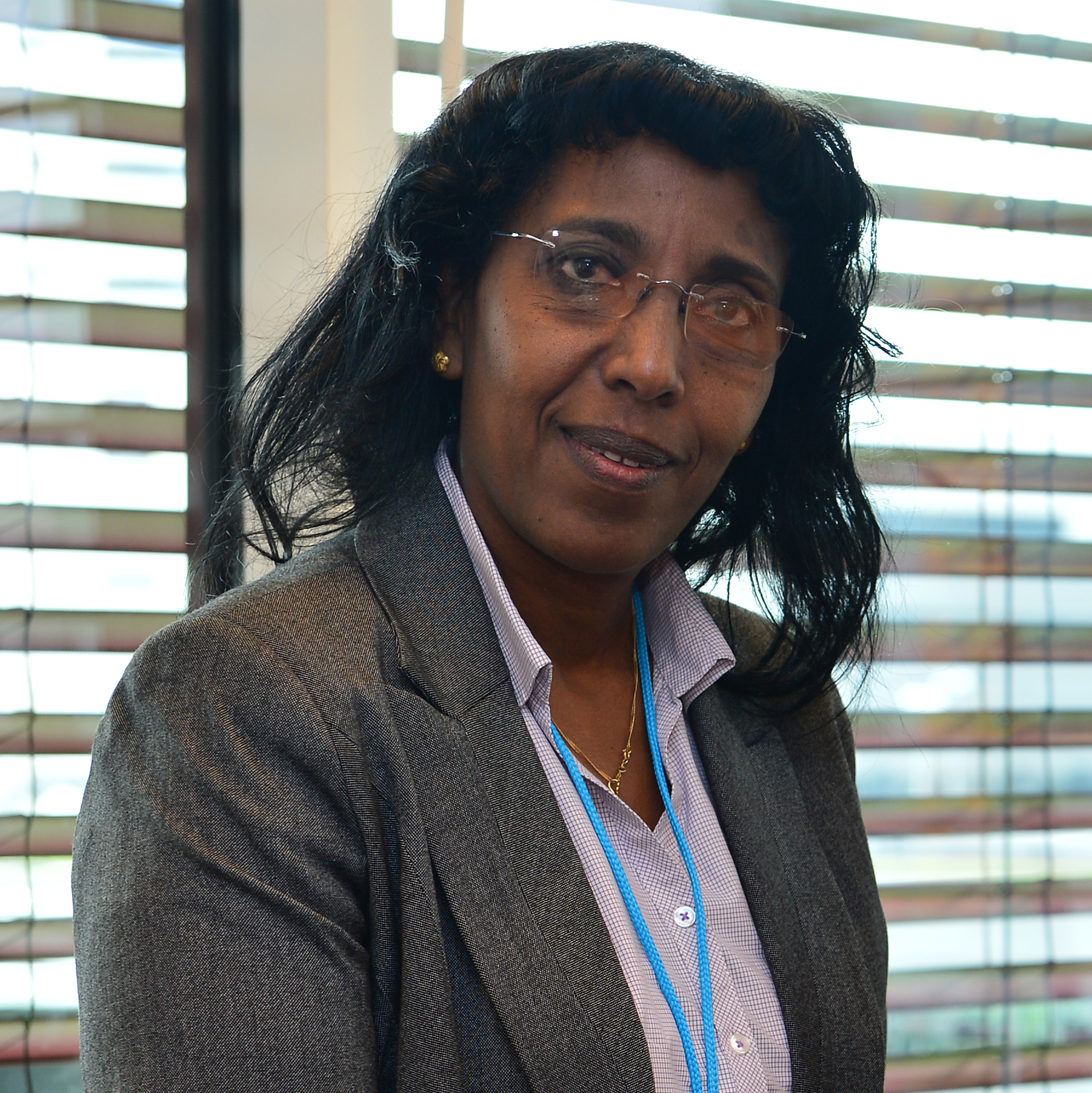
Demitu Hambisa Bonsa

- Patrick Harrington, chính trị gia trong Mặt trận Quốc gia (1979–1989) và hiện là tổ chức tư vấn của Tổ chức Đường lối Thứ ba (Anh) ; tổng thư ký của Đoàn kết - Liên minh Công nhân Anh [11]
- Rachael Heyhoe-Flint, vận động viên cricket [11]
- Brian Jacks, huy chương đồng Thế vận hội Mùa hè 1972 môn Judo [11]
- Mark Jackson, nhạc sĩ (VNV Nation) [11]
- Matt James, nhạc sĩ (Gene) [11]
- Charles K.Kao, nhà khoa học đoạt giải Nobel
- Graham Kendrick, nhà lãnh đạo thờ phượng Cơ đốc giáo [11]
- Sammy Lee, chuyên gia IVF
- Pablo Daniel Magee, nhà văn, nhà báo và nhà viết kịch [11]
- Richard Marsh, Nam tước Marsh, chính trị gia [16]
- Rui Moreira, chính trị gia và doanh nhân người Bồ Đào Nha; thị trưởng Porto
- Joe Nyangon, Kỹ sư, nhà kinh tế năng lượng và chuyên gia công nghệ năng lượng sạch
- Chinenye Ochuba, cựu Cô gái xinh đẹp nhất Nigeria
- Sarah Ockwell-Smith, tác giả chăm sóc trẻ em [11]
- Norman Pace, diễn viên hài [16]
- Ann Packer, huy chương vàng Thế vận hội mùa hè 1964 [16]
- Lara Pulver, vũ công và nữ diễn viên được đề cử giải Olivier
- Richard Pybus, huấn luyện viên cricket [16]
- Jamie Reynolds, nhạc sĩ (Klaxons) [17]
- George Rose, doanh nhân [16]
- Dave Rowntree, nhạc sĩ (Blur) [18]
- Etienne Schneider, Phó Thủ tướng Luxembourg
- Peter Skinner, MEP [16]
- Aramazd Stepanian, nhà viết kịch
- William G. Stewart, người dẫn chương trình truyền hình ( Mười lăm đến một ) [16]
- Nina Stibbe, tác giả
- Adelle Stripe, tác giả
- Joy Onumajuru, người mẫu và nhà từ thiện
- Gareth Thomas, chính trị gia [16]
- Ewen Whitaker, nhà thiên văn mặt trăng (cựu sinh viên Đại học Bách khoa Woolwich)
- Joel Willans, tác giả, người viết quảng cáo và người nước ngoài người Anh; người sáng tạo ra một thương hiệu truyền thông xã hội nổi tiếng của Phần Lan và là tác giả của một cuốn sách có liên quan, một cuốn sách có nội dung vui nhộn về những định kiến liên quan đến Phần Lan.[19][20]

## Greenwich tại Việt Nam
Greenwich Việt Nam là chương trình liên kết quốc tế của Trường Đại học FPT và Đại học Greenwich, Vương Quốc Anh từ năm 2009. Với sứ mệnh nâng cao chất lượng nguồn nhân lực Việt Nam theo hướng hội nhập quốc tế, trong hơn 13 năm đào tạo, Greenwich Việt Nam đã không ngừng nâng tầm và mở rộng về cả quy mô và chất lượng. Cho đến nay, Greenwich đã đào tạo ra hơn 17.000 sinh viên học chương trình quốc tế cấp bằng cử nhân từ Anh Quốc tại 4 cơ sở trên toàn quốc gồm: Hà Nội, Đà Nẵng, TP.HCM và Cần Thơ.

## Xêm thêm
- Huy hiệu của các trường đại học tại Anh Quốc
- Nam tước Boateng
- Danh sách các trường đại học tại Anh Quốc
- Các trường đại học sau 1992
- Greenwich Việt Nam